# Manoir Taschereau
Pour les articles homonymes, voir Taschereau (homonymie).
Le manoir Taschereau était un ancien manoir de l'époque seigneuriale situé dans la ville de Sainte-Marie dans la province de Québec au Canada. La demeure fut érigée pour le seigneur Jean-Thomas Taschereau.
Construit entre 1809 et 1811, le manoir fut conçu et réalisé notamment dans l'esprit du palladianisme anglais. Il fut détruit par un incendie en 2021.
Ce manoir faisait l’objet d’une mesure de protection. Il était classé immeuble patrimonial par le ministère de la Culture et des Communications du Québec depuis le 14 février 1978.

## Localisation
Le manoir Taschereau était situé au 730 de la rue Notre-Dame Nord dans la ville de Sainte-Marie dans la province de Québec au Canada. Il était localisé à environ 1,2 km du centre-ville de Sainte-Marie et à environ 52,4 km de la ville de Québec.

## Historique

### Construction
Le manoir Taschereau fut construit entre 1809 et 1811 par Jean-Thomas Taschereau (père), sur les terres que lui céda son père, Gabriel-Elzéar Taschereau, seigneur de Sainte-Marie de Beauce. La résidence devint le chef-lieu de la famille Taschereau à Sainte-Marie.

### Rachat
Jean-Thomas Taschereau (père) et son épouse, Marie Panet, eurent six enfants, dont Jean-Thomas Taschereau, avocat et juge de la Cour suprême du Canada à partir de 1875. En 1876, ce dernier acheta le manoir, qui appartenait alors à ses sœurs qui en avait hérité. Elles en gardèrent d'ailleurs l’usufruit. On compte parmi celles-ci Elizabeth-Suzanne Taschereau (1812-1888), qui fut l’épouse de Henri-Elzéar Juchereau Duschesnay, membre du premier sénat canadien de 1867. Jean-Thomas Taschereau (fils) acquit l’année suivante des terres léguées à son frère Elzéar-Alexandre Taschereau, alors archevêque de Québec.

### Naissances et séjours notables
Le 17 février 1820, Marie Panet donna également naissance, dans le manoir Taschereau, à Elzéar-Alexandre Taschereau, futur archevêque de Québec et premier cardinal canadien. En octobre 1892, il fit construire aux côtés du manoir l’actuelle chapelle Sainte-Anne, qui fit suite à une longue tradition religieuse sur le domaine des Taschereau.
Jean-Thomas Taschereau (fils) eut de sa deuxième épouse, Marie-Joséphine Caron, sept enfants, dont Louis-Alexandre Taschereau qui, bien qu’il ne fût pas né dans le manoir et qu’il n’y vécût jamais de façon continue, n’est pas sans lien avec ce dernier. Premier ministre du Québec de 1920 à 1936, il y séjourna régulièrement et, en tant qu’exécuteur testamentaire de son père, dut s’occuper de la propriété de Sainte-Marie lors du règlement de la succession.

### Transformations
À la suite du décès de Jean-Thomas Taschereau (fils), le manoir passa aux mains de diverses branches de la famille. Chacun des propriétaires apporta des transformations à la propriété selon ses intérêts ou ses goûts. Ainsi, au tournant du siècle, Antoine-Caron Taschereau expérimenta avec diverses cultures et fit construire de grandes serres. Pour sa part, dans les années 1940, Rémy-Georges Taschereau revêtit les façades principales du manoir pour lui donner l’apparence néoclassique d’influence américaine qu’il avait encore à sa destruction.

### Héritage et hommage

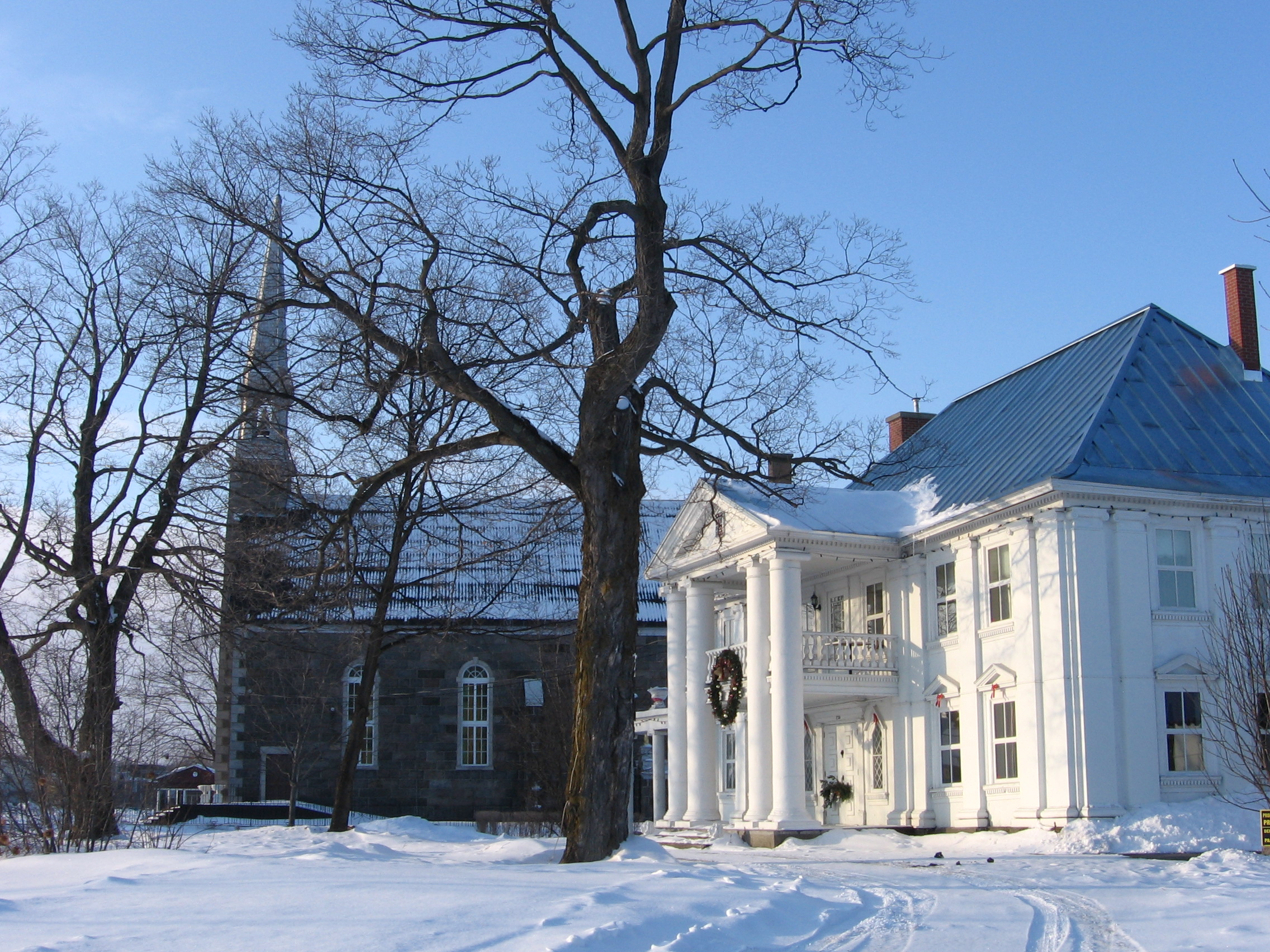

L’hommage que rendit Wilfrid Laurier à la famille Taschereau lors d’un discours prononcé à l’occasion du jubilé sacerdotal du cardinal Taschereau est un signe de l’impact qu’eût cette famille sur la société canadienne du XIXe et du début du XXe siècle. « Le plus beau nom de la race française au Canada», proclama-t-il, « c’est le nom de cette noble famille dans laquelle le talent, le caractère, l’honneur, la force, le travail sont héréditaires : qui à toutes les générations, depuis cent ans, a fourni des patriotes et des travailleurs dont l’empreinte a été marquée sur les hommes et les choses de leur temps; qui au début de ce siècle, avait l’honneur de compter un martyr dans les prisons du Gouverneur Craig; qui a donné cinq juges à la magistrature, un archevêque à l’Église du Canada, un cardinal à l’église universelle. »

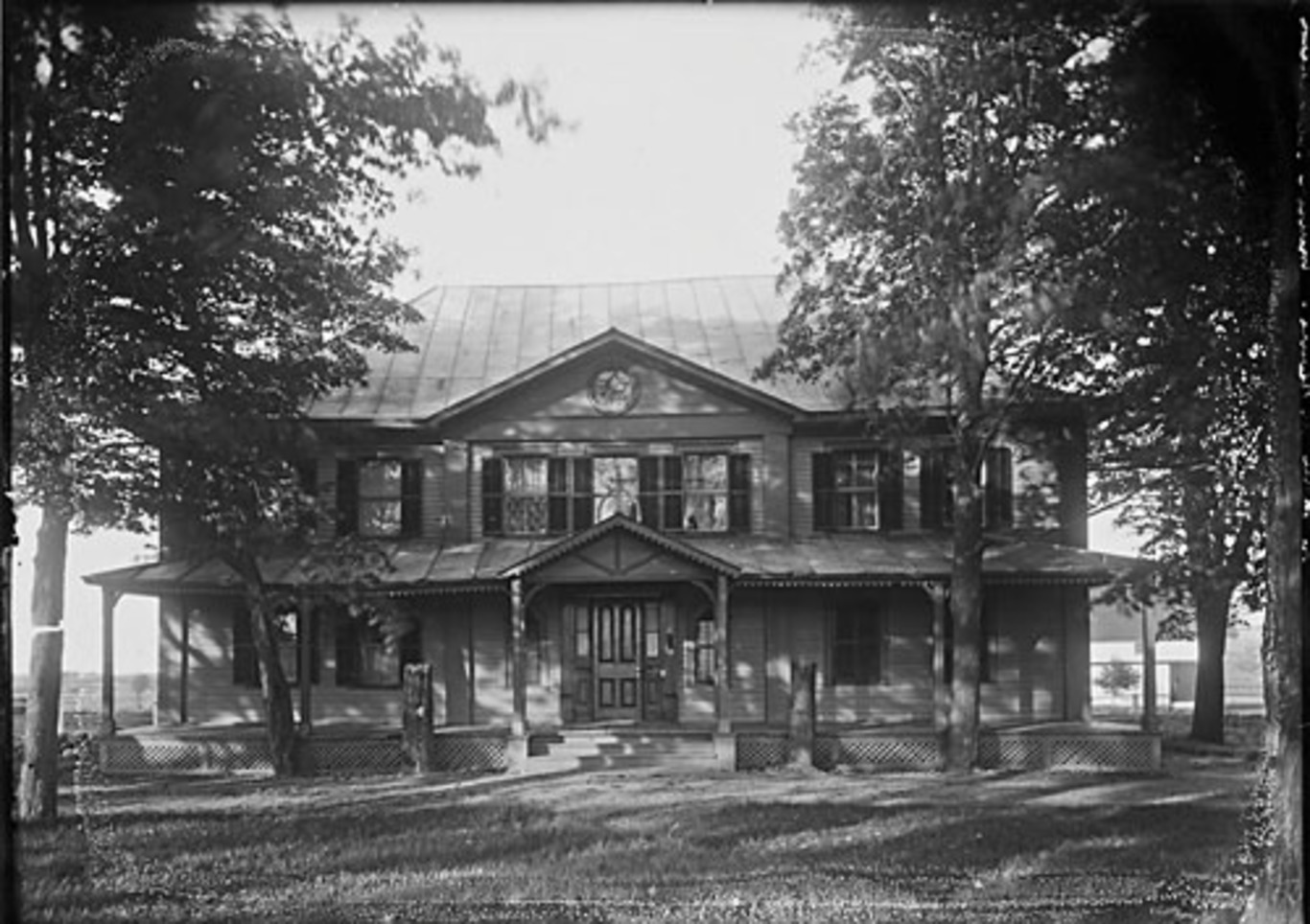
Photographie d'Edgar Gariépy montrant le Manoir Taschereau en 1925

Le site du manoir Taschereau portait les traces des activités, des goûts, des intérêts et des ambitions de ses propriétaires et occupants. Il évoquait également le rayonnement de leur influence sur la société de leur époque. Sa plus récente héritière figure être Myriam Taschereau.

### Nouveau rachat et rénovation
En 2007, le manoir Taschereau a été acheté par un médecin québécois, Jasmin Belle-Isle, pour être rénové et devenir une résidence touristique.

### Inondations
À la suite des inondations de 2019 en Beauce, notamment causées par la rivière Chaudière qui traversa Sainte-Marie, de nombreux bâtiments sont endommagés ou détruits.
Le manoir Taschereau accumula alors un peu plus de 60 centimètres d'eau en son intérieur et ses planchers subissent des dégâts importants. Les colonnes de l'abri d'auto s'écroulèrent, ce qui emporta toute la structure latérale,.
À la suite de ces événements, un programme gouvernemental organisa la démolition de plusieurs bâtiments, dont certains avec un intérêt historique. La situation du manoir étant précaire, les dommages n'ont cependant pas « affecté de manière significative les éléments caractéristiques du manoir Taschereau liés à sa valeur patrimoniale, à l'exception des dommages observés au rez-de-chaussée », ; l'édifice, immeuble patrimonial classé, échappa donc à ces mesures de démolition.

### Incendie

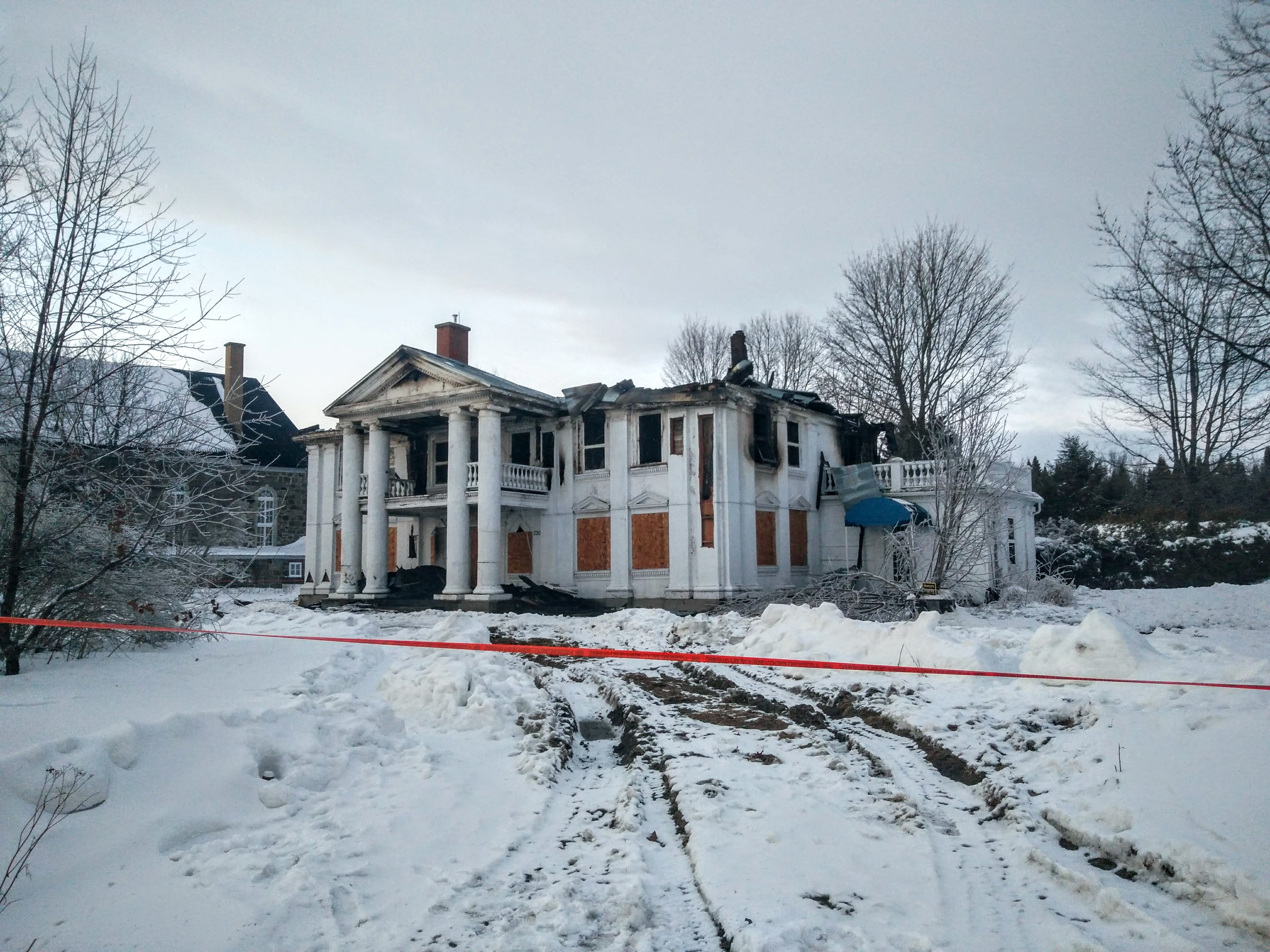
Le manoir après l'incendie.

Le soir du 2 février 2021 et la nuit qui suit, l'édifice subit des dommages importants à la suite d'un incendie dans le Manoir, un incendie d'origine suspecte. Déjà abandonné depuis plusieurs mois, l'intérieur du manoir s'est effondré. Les restes de l'édifice sont rasés le 18 novembre 2021,.
En janvier 2023, le propriétaire du manoir au moment du sinistre, le docteur Jasmin Belle-Isle, est accusé d'incendie criminel sur un bien lui appartenant,.

### Procédures post-incendie
Le 19 avril 2023, l'ex-propriétaire du manoir passe une série d'entrevues avec différents médias Québécois dont Le Soleil ainsi que Le Journal de Québec. En entrevue, l'ex-docteur Jasmin Belle-Isle explique avoir tout perdu depuis cet évènement; son manoir, son travail, sa réputation. Au Québec, les médecins qui sont accusés au criminel doivent passer devant le comité de discipline des médecins car ils sont tenus de justifier leur accusations. M. Belle-Isle a préféré ne pas renouveler sa licence de médecine familiale. Il donne plus de détails également concernant l'incendie. Il mentionne avoir bel et bien acheté divers articles ayant servi à l'incendie mais que ce dernier aurait été plutôt allumé par des squatteurs,

### Nouvelle vocation du terrain
Le terrain où était situé le manoir, le 730 rue Notre Dame, a été racheté vers la fin de l’année 2021 par ses voisins immédiat, les propriétaires du Domaine Taschereau afin de perpétuer l’histoire de la famille Taschereau via leur parc écologique et historique inauguré en 2013.

### Sources
- Ministère de la Culture et des Communications, « Manoir Taschereau », sur Répertoire du patrimoine culturel du Québec (consulté le 24 novembre 2013)